# 다이아나 마리아 리바
다이아나 마리아 리바(Diana-Maria Riva, 1969년 7월 22일 ~ )는 미국의 배우, 텔레비전 배우, 영화배우이다. 1996년 ABC 드라마 'Common Law'로 데뷔했다.

## 방송
- 맨 위드 어 플랜
- 텔레노벨라
- 더 브릿지: 조각 살인마
- 롭
- 굿 가이

## 영화
- 카조니어 (2019년) - 파리다 역
- 맨 위드 어 플랜 (2016년)
- 텔레노벨라 (2015년)
- 맥팔랜드 USA (2015년)
- 숏텀 12 (2013년) - 간호사 베스 역
- 롭 (2012년)
- 더 굿 가이스 (2010년)
- 패밀리 웨딩 (2010년)
- 캐슬 1 (2009년)
- 17 어게인 (2009년)
- 스튜디오 60 (2006년)
- 임프로리 오브 더 먼쓰 (2004년)
- 익스포즈드 (2003년)
- 체이싱 파피 (2003년)
- 왓 위민 원트 (2000년)
- 웨스트 윙 시즌1 (1999년)
- 사브리나 - TV 시리즈 (1996년)
- 내 사랑 레이몬드 (1996년)